# Schietpartijen in Lewiston op 25 oktober 2023
Op 25 oktober 2023 schoot de 40-jarige Robert Card 18 mensen dood en verwondde 13 anderen tijdens een schietpartij op twee locaties in Lewiston, Maine, Verenigde Staten. De eerste schietpartij was op de bowlingbaan Just-in-Time Recreation tijdens een jeugdcompetitie-evenement en de tweede vond minuten later plaats in het restaurant Schemengees Bar & Grille. Nadat Card was gevlucht, begon een intensieve klopjacht toen de Androscoggin County Sheriff's Office een foto van hem als verdachte vrijgaf.
Op 27 oktober werd Card dood aangetroffen aan een zelf toegebrachte schotwond in een trekker bij een recyclingcentrum in Lisbon, waar hij onlangs had gewerkt. De schietpartij is de op negen na dodelijkste in de geschiedenis van de V.S. en de dodelijkste in de geschiedenis van Maine.

## Schietpartijen
De eerste schietpartij vond plaats op 25 oktober 2023 bij Just-In-Time Recreation, een bowlingbaan in Lewiston, Maine, tijdens een jeugdcompetitie-evenement. De schutter, de 40-jarige Robert Card, gebruikte een Ruger SFAR semi-automatisch geweer met kamer in .308 Winchester en voorzien van een verlengd magazijn, zaklamp en optiek. De politie ontving de eerste noodoproepen om 18.56 uur. Agenten in burger op een nabijgelegen schietbaan hoorden de schoten ook en reageerden. De eerste agenten die ter plaatse waren, deden dat binnen vier minuten na de eerste oproep. Zeven mensen werden gedood bij Just-In-Time.
Kort daarna, om 7:08, werd een tweede schietpartij gemeld bij Schemengees Bar & Grille Restaurant, 6,4 km ten zuiden van de bowlingbaan. Agenten arriveerden twee minuten later ter plaatse. Op deze locatie kwamen acht mensen om het leven, zeven in het gebouw en de achtste buiten. Daarnaast bezweken drie gewonde slachtoffers in het ziekenhuis aan hun verwondingen.
Om 8:06 waarschuwden het Androscoggin County Sheriff's Office en de Maine State Police bewoners voor een actieve schutter. Het kantoor van de sheriff gaf ook beelden vrij van Card in de bowlingbaan met een "aanvalsgeweer met hoog vermogen" en een afbeelding van zijn 2013 Subaru Outback, en waarschuwde de bewoners dat de schutter "gewapend en gevaarlijk" was.
Het Central Maine Medical Center coördineerde met lokale ziekenhuizen om de slachtoffers op te vangen. Verschillende slachtoffers werden naar het Maine Medical Center in Portland gebracht, het grootste ziekenhuis in de staat.

### Klopjacht
Drie uur na de schietpartij vond de politie in Lisbon, een klein stadje 13 km ten zuidoosten van Lewiston, het verlaten voertuig van Card bij een bootlancering langs de Androscoggin rivier. Het Federal Bureau of Investigation en het Bureau of Alcohol, Tobacco, Firearms and Explosives assisteerden de lokale autoriteiten.
Op 26 oktober bevestigden de staatspolitie van Maine en gouverneur Janet Mills het aantal slachtoffers en kondigden ze aan dat er een arrestatiebevel was uitgevaardigd tegen de verdachte, die werd beschuldigd van acht moorden. De politie omsingelde een huis in Bowdoin terwijl ze een huiszoekingsbevel uitvoerden.
Op 27 oktober zei Michael Sauschuck, commissaris voor openbare veiligheid van Maine, dat de politie duikteams, sonar en op afstand bediende onderwatervoertuigen (ROV's) gebruikte om te zoeken naar onderwateractiviteiten in de buurt van waar Card's voertuig in Lisbon was gevonden. Sauschuck zei dat ze niet zeker wisten hoe Card was ontsnapt. Diezelfde dag werd het 'shelter-in-place' bevel in Lewiston ingetrokken, maar er werden jachtbeperkingen ingesteld in Bowdoin, Lewiston, Lisbon en Monmouth.
Om 19:45 uur op 27 oktober werd Card dood aangetroffen in de buurt van zijn voormalige werkplek, een recyclingcentrum in de buurt van de Androscoggin River in Lissabon. Het recyclingcentrum was de avond ervoor doorzocht, maar zijn lichaam werd gevonden in een vrachtwagen op een deel van het terrein dat niet eerder was doorzocht. De manier van overlijden was zelfmoord en de doodsoorzaak was een schotwond in het hoofd; de autopsie van de Maine Chief Medical Examiner toonde aan dat hij waarschijnlijk 8 tot 12 uur voor de vondst was overleden.
De jachtbeperkingen die waren ingesteld werden vervolgens opgeheven.